# François Monchâtre
François Monchâtre, né le 5 août 1928 à Coulonges-sur-l'Autize dans les Deux-Sèvres, est un artiste français. 

## Biographie
De 1946 à 1950, François Monchâtre suit des études à l'École des métiers d'art de Paris et se spécialise grâce à une formation en vitrail et peinture sur verre donnée par l'atelier de Max Ingrand. En 1952, il quitte Paris pour s'installer à La Rochelle où il commence à peindre. 
De son enfance et de ses diverses expériences professionnelles (liftier, garçon d'ascenseur, marionnettiste au cabaret de la Rose rouge, étalagiste aux Dames de France…), il tire sa passion pour la nature et son regard ironique sur le monde.
De 1963 à 1975, Monchâtre expose chez Iris Clert où il côtoie Tinguely, Arman, Klein, César et Gaston Chaissac. Il réalise ses premières Automaboules en métal peint et ses OPNI (Objets peints non identifiés).
À partir de 1970, il élabore une série de machines à rêver, en utilisant du bois, du plomb et des miroirs, singuliers dispositifs aux rouages poétiques et totalement inutiles, reflet des mécanismes qu'il admire depuis son enfance où il s'ingéniait à bricoler.
En 1975, il rejoint l'atelier Jacob dirigé par Alain Bourbonnais. Ce dernier, architecte et proche de Dubuffet, rassemble les œuvres des « singuliers de l'art », et consacre le numéro 2 des Cahiers d'art Hors-les-Normes aux machines et gravures de Monchâtre en 1980. Plusieurs machines sont toujours à la Fabuloserie à Dicy dans l'Yonne, musée permanent du couple Bourdonnais.
En 1989, pressé par son ami peintre Alain Lacoste, Monchâtre rejoint les Jardiniers de la mémoire et le site de la création franche de Gérard Sendrey à Bègles. 
La galerie Treger l'accueille à partir de 1992 et, en 2001, à l'occasion d'Art Paris au Carrousel du Louvre, Richard Treger lui consacre entièrement son stand. 
À partir de 1990, Luis Marcel, galeriste et fondateur de L'Art en marche à Lapalisse, le montre dans l'exposition « Art brut et compagnie » à la Halle Saint-Pierre à Paris ou à l'« Outsider Art Fair » à New York en 2001 et en 2003.

## Un imaginaire détonnant
Bien que fréquemment cité dans des ouvrages consacrés à l'art brut, Monchâtre se révèle inclassable et réfractaire aux étiquettes. « Les objets qu'il confectionne seraient un peu les jouets d'un musée consacré aux arts marginaux. » Il réalise des « peintures bavardes » avec, pour personnage principal, le Crétin. Personnage anguleux, toujours de profil, cravaté et raide dans son imperméable, il symbolise tous les petits chefs et détenteurs de pouvoirs tyranniques. 
Il est difficile de classer l'œuvre de Monchâtre ; il y est cependant reconnu des lignes de forces : une technicité pleine de ressources au service d'un imaginaire étonnant, une satire tempérée par la poésie et le charme des rencontres incongrues de mots et d'images, qui font de Monchâtre un authentique héritier du surréalisme. D’une grande créativité, fasciné par l’absurde et doué d’un humour décapant, Monchâtre offre un regard à la fois poétique et critique sur la société.

### Citations
« Je n’ai aucun mérite, ni de souci d’inspiration ; les journaux, les actualités télévisées alimentent malheureusement mon travail. Mon goût personnel serait de faire des paradis. Mes petites critiques ne changent pas grand-chose, je suis un peu Don Quichotte. »

— François Monchâtre dans Monchâtre, éditions Joca Seria, Paris, 2005.

« Dans son œuvre protéiforme, auto-maboules, machines à rêver, crétins imbus d’eux-mêmes accrochés à leurs attachés-cases, les livres ont toujours occupé une place privilégiée. Un volume, par ci, un autre par là, clin d’œil et contre-point d’humour dispersés de la maison du poète à l’antre de l’écrivain, de la petite bibliothèque rosse à la grande bibliothèque… il coule de source qu’une exposition devait leur être consacrée avant qu’ils ne passent à la machine à laver les siècles. »

— Lélia Mordoch

## Expositions
Quelques musées et salons ayant accueilli les œuvres de Monchâtre : 
- À l'étranger : Venise, Dusseldorf, Dallas, Londres, Munich, Cologne, Bruxelles, Zurich, Saragosse, New York
- En France : Paris, Festival d'automne, Salon Comparaisons, Grands et Jeunes d'aujourd'hui, musée d'art moderne de la ville de Paris, salon des artisans d'Art, Art Élysées
- Collections publiques : Fonds national d'art contemporain, musée d'art moderne de Saint-Étienne, la Fabuloserie, musée de Tessé au Mans, Site de la création franche à Bègles

### Expositions récentes[3].
- 2013 : 
  - « Raw Vision », Halle Saint-Pierre, Paris
  - « Les plaisirs démoniaques », galerie Lelia Mordoch, Paris
- 2022 :
  - « Des crétins et des bons à rien » Collégiale Sainte Croix, Loudun